# South Australian Open gennaio 1977
Il South Australian Open del gennaio 1977 è stato un torneo di tennis giocato sull'erba. È stata la 3ª edizione del Torneo di Adelaide, che fa parte del Colgate-Palmolive Grand Prix 1977. Si è giocato ad Adelaide in Australia dal 10 al 16 gennaio 1977. Il torneo non è stato combined come di consueto.

## Partecipanti

### Teste di serie
| Nazionalità | Giocatore      | Ranking | Testa di serie |
| ----------- | -------------- | ------- | -------------- |
| Stati Uniti | Arthur Ashe    | 12      | 1              |
| Stati Uniti | Roscoe Tanner  | 11      | 2              |
| Australia   | Ray Ruffels    | 27      | 3              |
| Stati Uniti | Dick Stockton  | 15      | 4              |
| Australia   | Mark Edmondson | 35      | 5              |
| Australia   | Ross Case      | 45      | 6              |
| n/a         | n/a            | n/a     | 7              |
| Australia   | Phil Dent      | 37      | 8              |

### Altri partecipanti
I seguenti giocatori sono passati dalle qualificazioni:

- Trevor Little
- Graeme Thomson
- David Carter
- Terry Rocavert

## Campioni

### Singolare
Victor Amaya ha battuto in finale  Brian Teacher con il punteggio di 6–1, 6–4

### Doppio
Cliff Letcher /  Dick Stockton hanno battuto in finale  Syd Ball /  Kim Warwick con il punteggio di 6–3, 4–6, 6–4